# Yo no creo en los hombres (telenovela de 2014)
Yo no creo en los hombres es una telenovela mexicana producida por Giselle González para Televisa. Está basada en "Yo no creo en los hombres", obra escrita por Caridad Bravo Adams, versión libre y libretos originales de Aida Guajardo.
Está protagonizada por Adriana Louvier y Gabriel Soto, junto con Flavio Medina, Azela Robinson, Rosa María Bianchi, Sophie Alexander, Sonia Franco, Elizabeth Guindi y Adalberto Parra en los roles antagónicos. Acompañados por Alejandro Camacho, Fabiola Guajardo, Luz María Jerez y Macaria.

## Sinopsis
María Dolores (Adriana Louvier) es una mujer que trabaja de costurera que vive en una zona de hombres que la rodea, tiene un novio que es Daniel (Flavio Medina). Sin embargo su vida no es todo color de rosa, Daniel resulta ser rico y se hace pasar de pobre para no sentir vergüenza ante la clase social y sobre todo a su madre Úrsula (Rosa María Bianchi) quien es la matriarca de los Santibáñez y discriminadora de los pobres. Los hijos de Úrsula: Daniel y Maleny (Sophie Alexander) fueron amaestrados para seducir gente rica, el primero a Ivana Duval (Sonia Franco) diseñadora, heredera y dueña de una empresa, el segundo es Maximiliano Bustamante (Gabriel Soto) quien es abogado y quiere cumplir con la ley y la justicia.
En este mundo existen muchos temas que las mujeres sienten discriminación, sobre ello tenemos a la misma Ivana que quiere un hijo a como dé lugar y se obsesiona por Daniel, siente que su peso es la culpable de todo. Doris (Estefanía Villarreal), es la amiga de María Dolores, vive en un engaño con su novio Ari (Lenny de la Rosa), que no acepta a su novia que también esta subida de peso. Isela (Fabiola Guajardo) vive tras el yugo de su madre Josefa (Azela Robinson) quien la manipula en una venganza del suicidio de su hermana Martha y quiere que seduzca a Claudio Bustamante (Alejandro Camacho), el padre de Maximiliano. Finalmente María Dolores vive de su trabajo para mantener a su madre Esperanza (Macaria) y su hermana Clara (Eleane Puell), pero el destino hace que conozca a Maximiliano en una comisaría de la ciudad tras la muerte de su padre. Lo que debe reprender un camino en no creer en los hombres.

## Reparto

### Principales
- Alejandro Camacho como Claudio Bustamante
- Adriana Louvier como María Dolores Morales Garza de Bustamante
- Gabriel Soto como Maximiliano «Max» Bustamante Mondragón
- Flavio Medina como Daniel Santibáñez De la Vega

### Secundarios
- Rosa María Bianchi como Úrsula De la Vega de Santibáñez
- Azela Robinson como Josefa Cabrera
- Luz María Jerez como Alma Mondragón de Bustamante
- Macaria como Esperanza Garza de Morales
- Cecilia Toussaint como Honoria Ramírez de Delgado
- Juan Carlos Colombo como Fermín Delgado
- Adalberto Parra como Jacinto
- Sonia Franco como Ivana Duval
- Pedro de Tavira como Julián Delgado Ramírez
- Fabiola Guajardo como Isela Ramos Cabrera
- Jorge Gallegos como Orlando Delgado Ramírez
- Estefanía Villarreal como Doris Balbuena
- Lenny de la Rosa como Ari
- Pablo Perroni como Jerry
- Elizabeth Guindi como Susana Duval
- Eleane Puell como Clara Morales Garza
- Jesús Carús como Leonardo Bustamante Mondragón
- Adriana Llabrés como Jenny
- Tizoc Arroyo como Adrián
- Angelina Peláez como La abuela
- Violeta Isfel como Nayeli Campos
- Jana Raluy como Marcia Aldama
- Emma Escalante como Corina Rosas
- Sophie Alexander como Maleny Santibáñez De la Vega
- Juan Carlos Barreto como Arango

### Recurrentes
- Miguel Garza como Doctor Ceballos
- Aurora Clavel como Consuelo «Chelito»
- José María Negri como Isidro
- Fernando Larrañaga como Dr. Medina
- José de Jesús Aguilar como Padre Juan
- Jesús Ochoa como Marcelo Monterrubio
- Milleth Gómez como Montijo
- Mario Hernández como El Baras
- Adrián Carreón como El Parejita
- Rubén Camelo como Víctor
- José Ángel García como Rodolfo Morales

## Recepción

### Audiencias de televisión en México
Se estrenó el 1 de septiembre de 2014 reemplazando a El color de la pasión, durante el estreno de Yo no creo en los hombres registró 17.5 puntos de índice de audiencia. El día 15 de febrero de 2015 superó 21.0 puntos de índice de audiencia en el final , conste con 121 episodios.

#### Audiencias de televisión enEstados Unidos
Se estrenó por Univision el 13 de julio de 2015 reemplazando a Que te perdone Dios, durante el estreno de Yo no creo en los hombres registró 2.1 millones de espectadores. El día 10 de enero de 2016 superó 0.98 millones de espectadores, conste con 122 episodios con una duración de 41 a 44 minutos aproximadamente.
| Temporada | Horario Semanal          | Episodios | Estreno                 | Estreno            | Final                 |                               |
| Temporada | Horario Semanal          | Episodios | Fecha                   | Rating del Estreno | Fecha                 | Índice de audiencia del Final |
| --------- | ------------------------ | --------- | ----------------------- | ------------------ | --------------------- | ----------------------------- |
| 2014–15   | lunes a viernes – 6:15pm | 121       | 1 de septiembre de 2014 | 17.4               | 15 de febrero de 2015 | 21.3                          |

## Yo no creo en los hombres... el origen
Yo no creo en los hombres...el origen, fue un spin-off de la telenovela. En el origen, se dio a conocer varias de las historias de los diferentes personajes, como nació la villanía de algunos, como sufrieron otros y porque las mujeres de la historia "No creen en los hombres". 
Contó con las actuaciones de la mayoría del elenco de la telenovela como también la integración de nuevos personajes los cuales son:
- Lisardo - José Luis Duval
- Maya Mishalska - Vera Duval
- Luis Gatica - Néstor Ramos
- Andrea Guerrero - Martha Cabrera
- Paco Morales - Héctor Santibáñez
- Yesmín Niño - Ivana Duval (niña)

## Versiones

### Versión cinematográfica
- Yo no creo en los hombres película realizada en 1954 protagonizada por Sarita Montiel y Roberto Cañedo.

### Versión en telenovela
- No creo en los hombres telenovela producción de Ernesto Alonso en 1969 protagonizada por Maricruz Olivier y Carlos Fernández.

- Yo no creo en los hombres telenovela producción de Lucy Orozco en 1991 protagonizada por Gabriela Roel y Alfredo Adame.

- Segunda parte de Velo de novia telenovela producción de Juan Osorio en 2003 protagonizada por Susana Gonzalez y Eduardo Santamarina.

## Premios y nominaciones

### TV Adicto Golden Awards
| Año  | Categoría                                    | Nominados                                | Resultado |
| ---- | -------------------------------------------- | ---------------------------------------- | --------- |
| 2014 | Mejor actuación especial                     | Adalberto Parra                          | Ganador   |
| 2014 | Mejor Lanzamiento Estelar                    | Adriana Louvier                          | Ganadora  |
| 2014 | Mejor adaptación                             | Aída Guajardo, Felipe Ortiz              | Ganadores |
| 2014 | Mejor personaje masculino                    | Flavio Medina                            | Ganador   |
| 2014 | Mejor personaje femenino                     | Sonia Franco                             | Ganadora  |
| 2014 | Mejor dirección de escena                    | Eric Morales, Xavier Romero y Luis Vélez | Ganadores |
| 2014 | Mejor Telenovela de Televisa                 | Giselle González                         | Ganadora  |
| 2014 | Premio Especial a la Gran Telenovela del Año | Giselle González                         | Ganadora  |

### Premios TVyNovelas 2015
| Categoría                 | Nominados                                | Resultado |
| ------------------------- | ---------------------------------------- | --------- |
| Mejor telenovela          | Giselle González                         | Nominada  |
| Mejor actriz protagónica  | Adriana Louvier                          | Ganadora  |
| Mejor actor protagónico   | Gabriel Soto                             | Nominado  |
| Mejor actriz antagónica   | Azela Robinson                           | Nominada  |
| Mejor actor antagónico    | Flavio Medina                            | Ganador   |
| Mejor primera actriz      | Rosa María Bianchi                       | Ganadora  |
| Mejor actriz coestelar    | Fabiola Guajardo                         | Ganadora  |
| Mejor actriz juvenil      | Estefanía Villarreal                     | Nominada  |
| Mejor actriz de reparto   | Cecilia Toussaint                        | Ganadora  |
| Mejor actriz de reparto   | Macaria                                  | Nominada  |
| Mejor actor de reparto    | Juan Carlos Colombo                      | Nominado  |
| Mejor dirección de escena | Eric Morales, Xavier Romero y Luis Vélez | Ganadores |
| Mejor guion o adaptación  | Aída Guajardo y Felipe Ortiz             | Nominados |
| Mejor reparto             | Yo no creo en los hombres                | Ganadores |

### Premios Bravo 2015
| Categoría            | Nominado           | Resultado |
| -------------------- | ------------------ | --------- |
| Mejor telenovela     | Giselle González   | Ganadora  |
| Mejor actriz         | Adriana Louvier    | Ganadora  |
| Mejor actor          | Gabriel Soto       | Ganador   |
| Mejor villana        | Azela Robinson     | Ganadora  |
| Mejor villano        | Flavio Medina      | Ganador   |
| Mejor primera actriz | Rosa María Bianchi | Ganadora  |

### Premios ACE 2015
| Categoría                  | Nominado           | Resultado |
| -------------------------- | ------------------ | --------- |
| Mejor telenovela           | Giselle González   | Ganadora  |
| Mejor actor                | Gabriel Soto       | Ganador   |
| Mejor coactuación femenina | Rosa María Bianchi | Ganadora  |